# Makan Map
Makan Map 是中国新疆维吾尔自治区的交互式在线地图集。 ·  ·  新疆的土地面积为 1 664 897 平方公里、占中国总面积的 16％。这个在线地图系统具有提供该区域有关地理、行政区划和经济等方面的基础信息，进行统计分析和制作专题地图的功能。 这也是新疆第一个多语言在线地图集。 该地图集是用四种语言开发的、既：维吾尔语、汉语、法语和英语 。当前版本是玛干地图的第二个版本，发表于2019年5月。未来版本的开发也在进行中。